# Skłoby
Skłoby – wieś w Polsce położona w województwie mazowieckim, w powiecie szydłowieckim, w gminie Chlewiska. Ma status sołectwa.
| SIMC    | Nazwa  | Rodzaj     |
| ------- | ------ | ---------- |
| 0615977 | Górka  | przysiółek |
| 0615960 | Motyka | część wsi  |

Wierni Kościoła rzymskokatolickiego należą do parafii Najświętszego Serca Jezusowego w Nadolnej.

## Nazwa
Skłoby to w j. staropolskim kłody. Może to oznaczać, że w tym miejscu odbywał się karczunek, albo istniała poręba.

## Historia
Prywatna wieś szlachecka, położona była w drugiej połowie XVI wieku w powiecie radomskim województwa sandomierskiego.
Na początku XVI wieku wieś Skobky była własnością Chlewickich herbu Odrowąż. 
11 kwietnia 1940 roku Skłoby zostały spacyfikowane przez Niemców w odwecie za działalność oddziału majora „Hubala”. Licząca blisko 400 gospodarstw wieś została doszczętnie spalona (ocalała tylko szkoła oraz około 2–5 innych budynków). Niemal wszystkich mężczyzn w wieku od 15 do 60 lat aresztowano i jeszcze tego samego dnia rozstrzelano w pobliskim lesie rzucowskim. Imienna lista ofiar pacyfikacji, sporządzona przez Główną Komisję Badania Zbrodni Hitlerowskich w Polsce, zawiera 265 nazwisk (inne źródła podają, że stracono 215, 216 lub 228 mężczyzn). W 1977 roku Skłoby zostały odznaczone Krzyżem Grunwaldu III klasy.
Wieś Skłoby jest ściśle powiązana ze Stefankowem i Nadolną przez co zwie się te trzy miejscowości "trójwsią". 
W latach 1975–1998 miejscowość administracyjnie należała do województwa radomskiego.